# Tunel Niski w Wielkiej Skale
Tunel Niski w Wielkiej Skale – jaskinia w formie tunelu w Dolinie Będkowskiej na Wyżynie Krakowsko-Częstochowskiej. Znajduje się w obrębie wsi Bębło w województwie małopolskim, w powiecie krakowskim, w gminie Wielka Wieś.

## Opis jaskini
Jest to tunel w masywie Wielkiej Skały. Znajduje się w skale, która w przewodniku wspinaczkowym Pawła Haciskiego ma nazwę Zaklęty Mur, a w portalu wspinaczkowym i na zamontowanych przy skale tablicach informacyjnych zwana jest Murem Skwirczyńskiego. Podchodząc bardzo stromym żlebem po prawej stronie Zaklętego Muru mijamy znajdujący się na wysokości około 7 m nad podstawą skały Tunel Wysoki w Wielkiej Skale i 5 m wyżej Tunel Pośredni w Wielkiej Skale, za którym Zaklęty Mur opada stromym progiem do żlebu. W lejkowatym zagłębieniu żlebu, jeszcze 6 m powyżej Otworu Tunelu Pośredniego, znajduje się górny otwór Tunelu Niskiego (zachodnio-południowo-zachodni) o wysokości 1 m i szerokości 1,1 m. Tunel przebija skałę na wylot. Jego dno stromo opada, rośnie przy tym wysokość korytarzyka. Otwór dolny (wschodnio-północno-wschodni) ma wysokość 2,5 m przy szerokości 1,2 m i znajduje się nad pionowym progiem o wysokości 1,5 m. Korytarzyk tunelu ma długość 4,5 m, na jego dnie znajduje się duży blok skalny i kilka mniejszych.
Tunel powstał w późnojurajskich wapieniach na pionowym pęknięciu skał. W jego ścianach są liczne wżery, drobne kanaliki i ospa krasowa. Brak nacieków. Namulisko ubogie, złożone z gruzu wapiennego zmieszanego z iłem. Tunel jest w pełni widny i poddany wpływom środowiska zewnętrznego. Na jego ścianach rozwijają się glony, mchy i porosty, wewnątrz obserwowano pajęczaki.
Tunel znany od dawna i często odwiedzany, głównie przez wspinaczy skalnych, dla których Mur Skwirczyńskiego jest popularnym obiektem wspinaczkowym. Po raz pierwszy opisał go Kazimierz Kowalski w 1951 roku jako „Schronisko tunel niski w Wielkiej Skale”. Aktualną dokumentację tunelu i plan opracował A. Górny w listopadzie 2009 r.

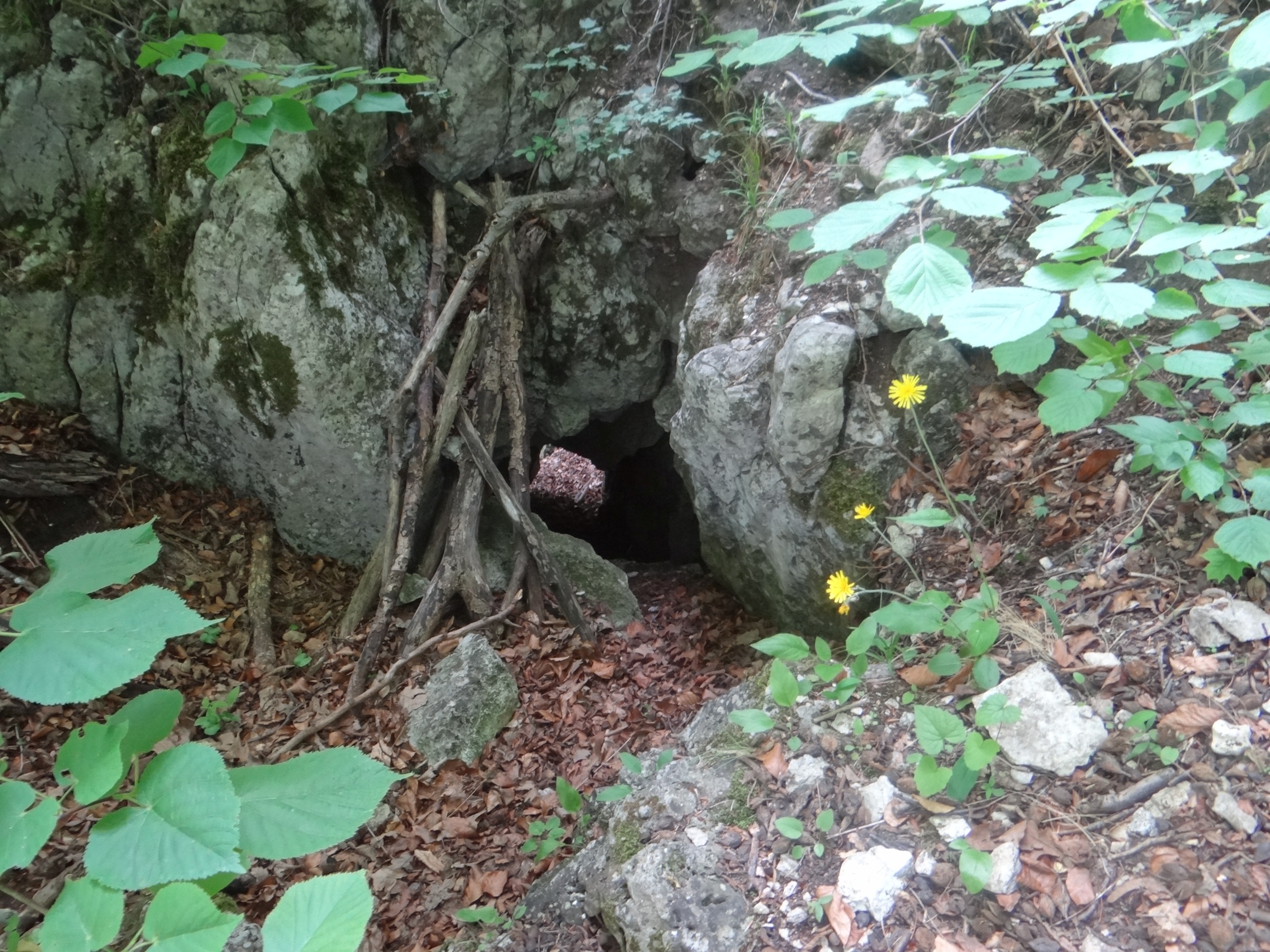
Otwór górny
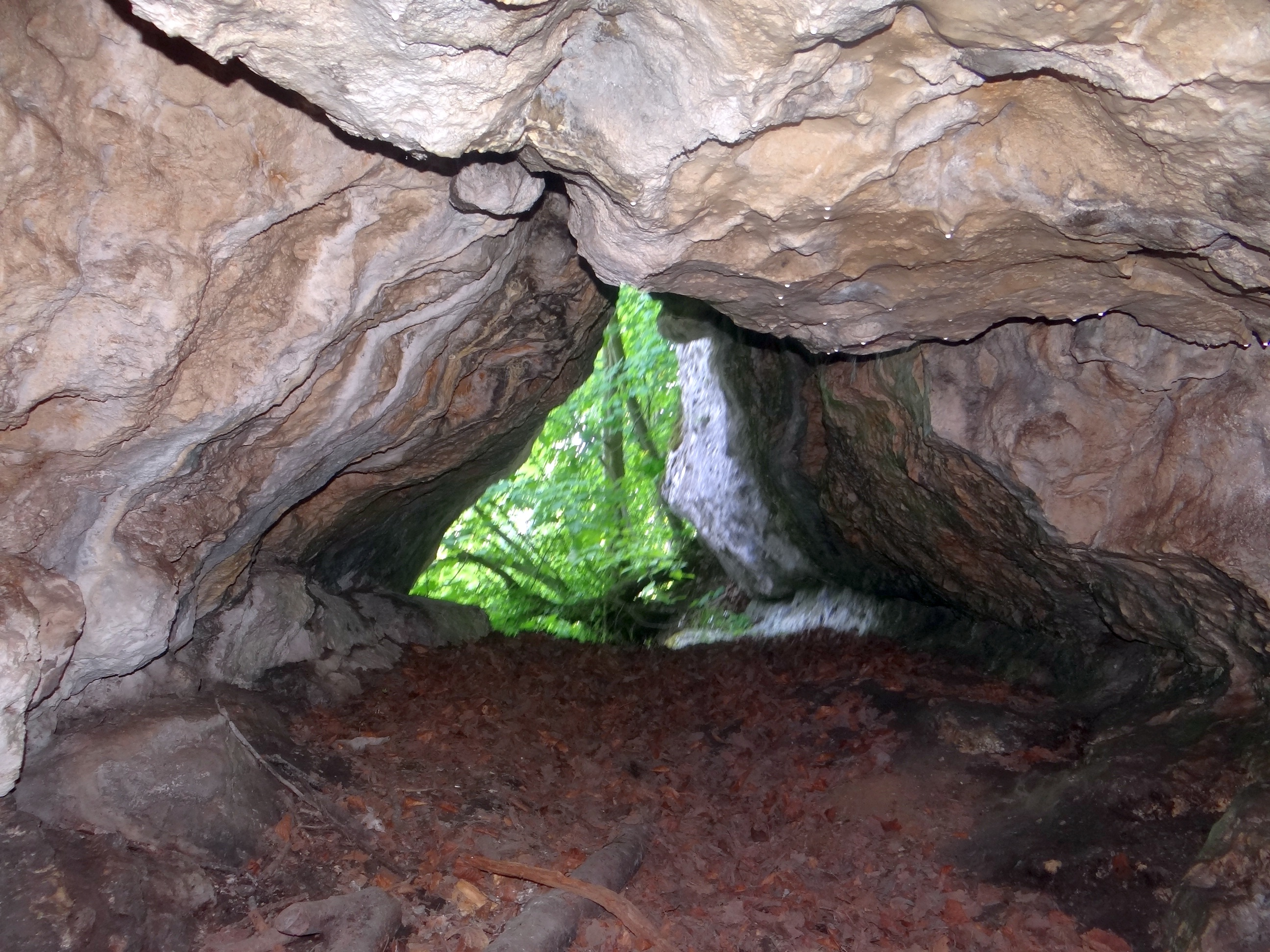
Widok z otworu górnego
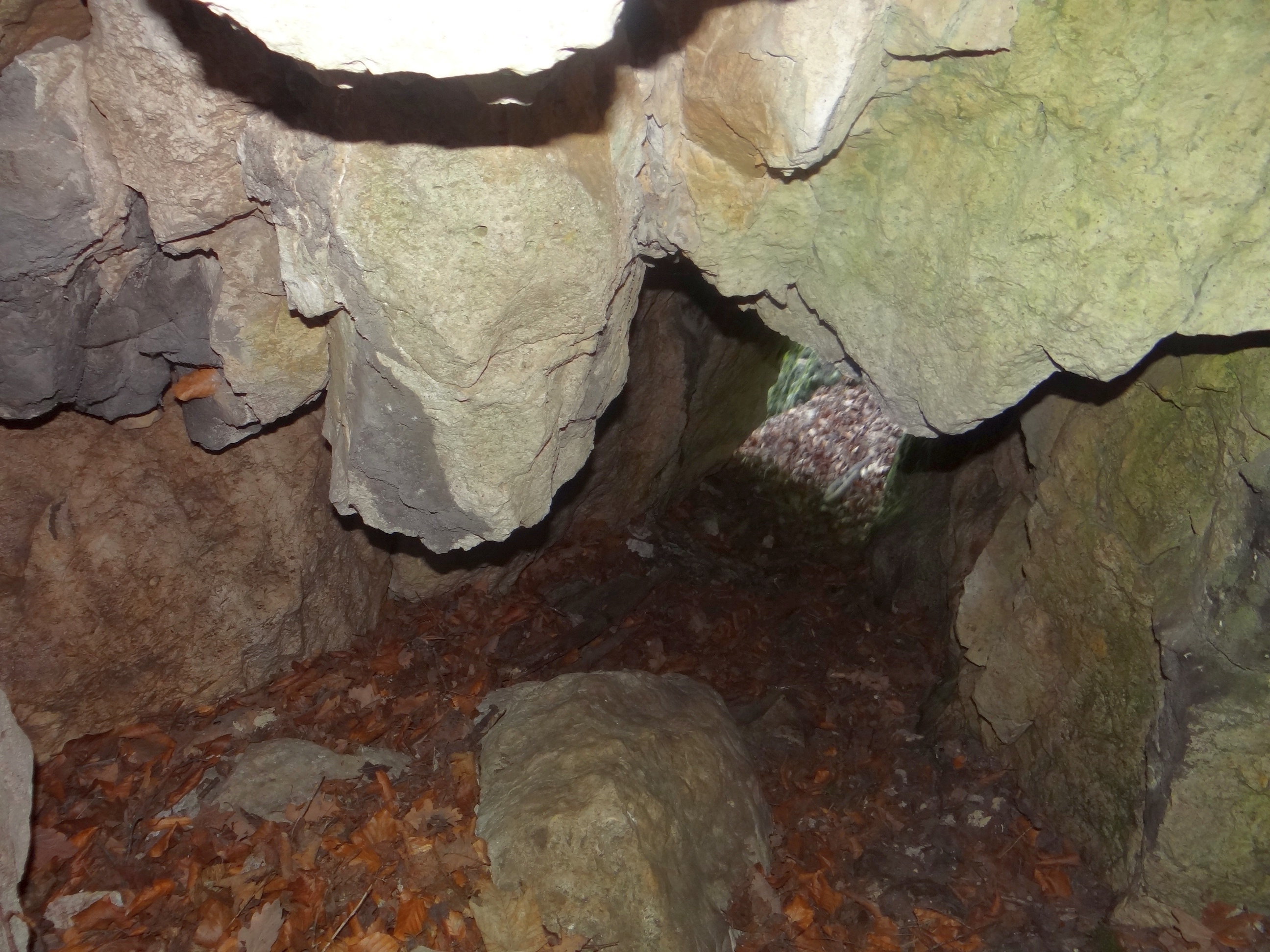
Korytarz
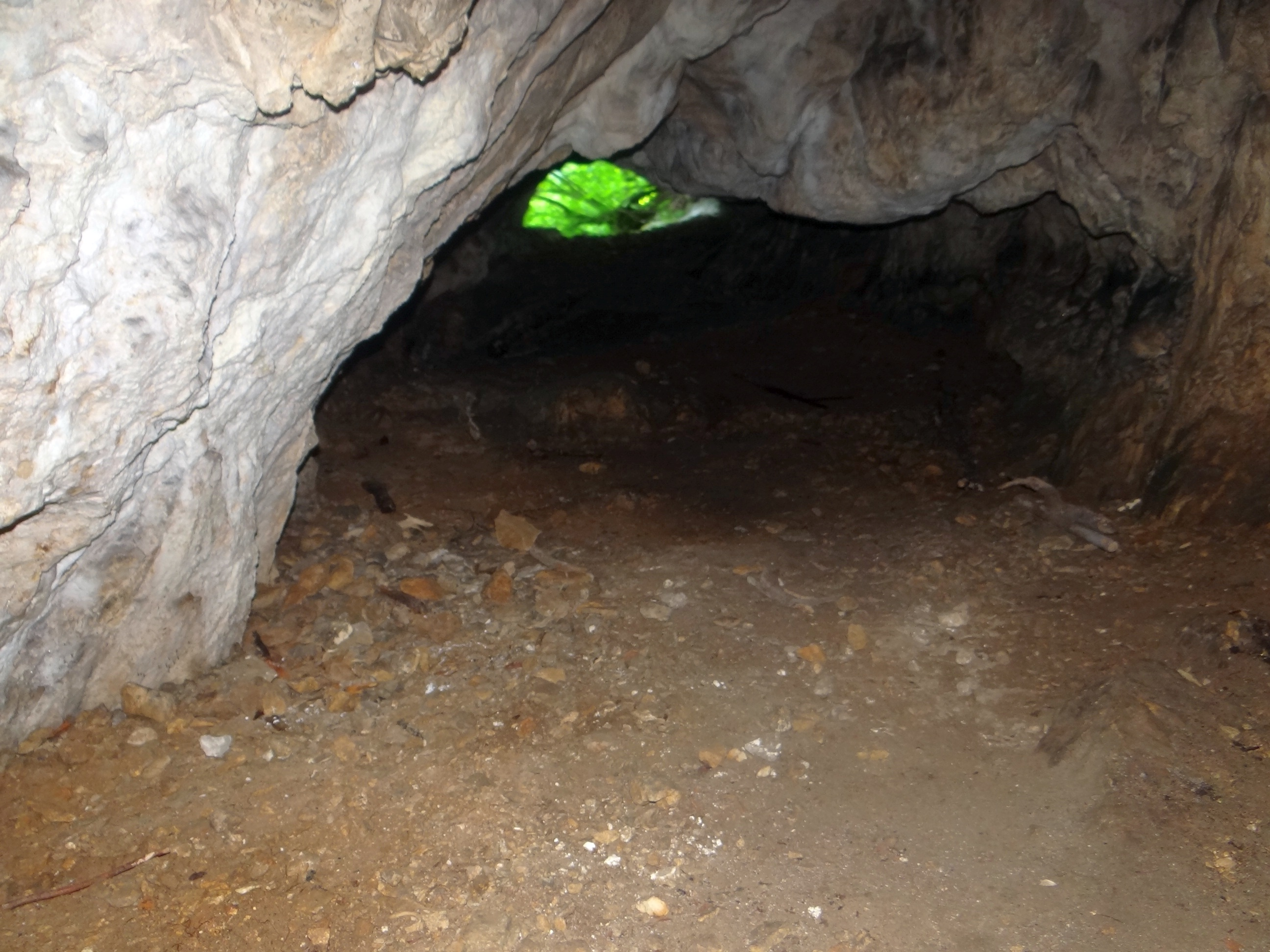
Korytarz
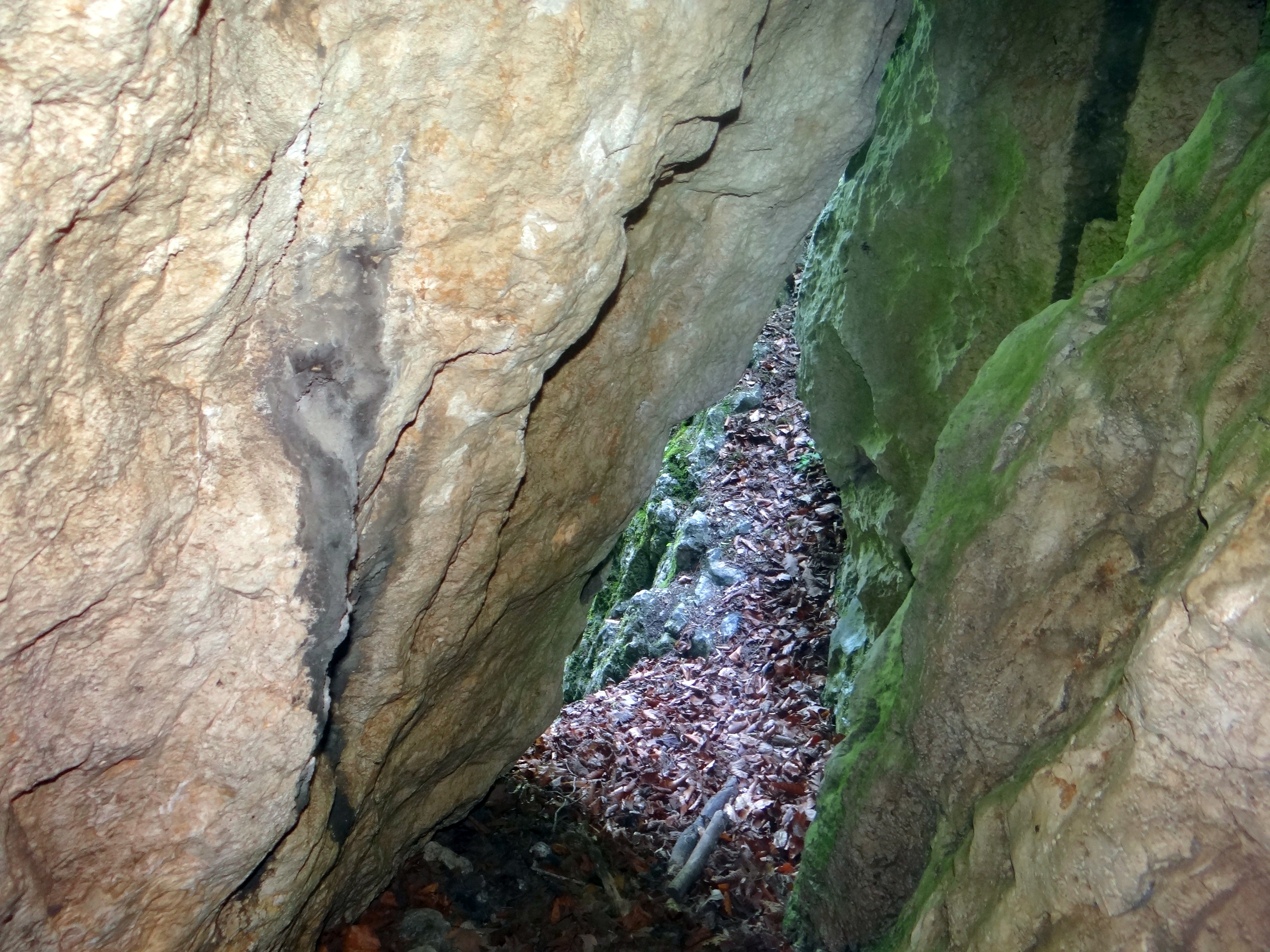
Widok z otworu dolnego

W Zaklętym Murze znajdują się jeszcze inne obiekty jaskiniowe: Jaskinia Główna w Wielkiej Skale, Komin w Wielkiej Skale, Szczelina w Wielkiej Skale, Tunel Wysoki w Wielkiej Skale, Tunel Pośredni w Wielkiej Skale, Tunelik obok Szczeliny w Wielkiej Skale, Zaklęty Komin, Zaklęty Korytarzyk, Zaklęty Balkon, Zaklęta Szczelina.